# Stazione di Valmadrera
La stazione di Valmadrera è una stazione ferroviaria posta sulla linea Como-Lecco e Monza-Molteno-Lecco a servizio dell'omonimo comune e del confinante comune di Malgrate.
Il tipo di impianto di sicurezza è stato ADM ossia Apparato per Deviatoi Manuali, sostituito negli anni da un apparato ACE (Apparato Centrale Elettrico) e dismesso infine nei primi mesi del 2022 sostituito con un più moderno ed efficiente apparato computerizzato ACC (Apparato Centrale Computerizzato).

## Storia
La stazione fu inaugurata nel 1888, come la totalità della linea Como-Lecco.
Nel 2022 ha subito un enorme cambiamento, sia in termini di sicurezza, con un nuovo e moderno sistema computerizzato per la gestione della circolazione ferroviaria (apparato ACC), sia in termini di infrastruttura generale, con la costruzione di due nuove pensiline, sia sul binario N°1 che sul binario N°2, conseguenza dell'abbattimento del vecchio marciapiede non più a norma, la costruzione di un nuovo sottopassaggio corredato da due ascensori e un miglioramento della diffusione sonora delle comunicazioni.

## Movimento
La stazione è servita dai treni della relazione S7 del servizio suburbano di Milano, con frequenza di un treno ogni 60' per direzione (circa ogni 30' nelle ore di punta, in direzione di Milano la mattina e verso Lecco la sera), e da due coppie di treni regionali Lecco-Como San Giovanni; tutti i servizi sono svolti da Trenord nell'ambito del contratto di servizio stipulato con la Regione Lombardia.

## Interscambi
Fra il 1928 e il 1955 di fronte alla stazione era presente una fermata della tranvia Como-Erba-Lecco.